# William York MacGregor

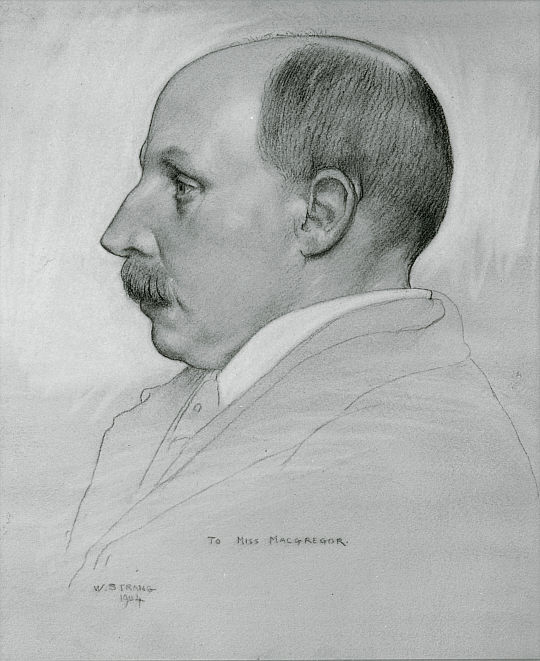
William Strang:
William York MacGregor (1904)

William York MacGregor (* 14. Oktober 1855 in Finnart, Dunbartonshire; † 28. September 1923 in Bridge of Allan, Stirlingshire) war ein schottischer Maler des Spätimpressionismus und gilt als Gründer und Mentor der Glasgow Boys, einer Künstlergruppe aus dem 19. und frühen 20. Jahrhundert.

## Leben und Werk
William York MacGregor war der dritte Sohn von John MacGregor und seiner zweiten Frau Margaret York. Sein Vater John MacGregor war ein Schiffbaumeister und Teilhaber der Firma Tod and Macgregor. Er starb am 23. September 1858 wenige Tage vor dem dritten Geburtstag von William York.
MacGregor studierte an der Western Academy in Glasgow gemeinsam mit James Paterson (1854–1932). Anschließend besuchten die beiden die Glasgow School of Art, wo sie unter anderem von Robert Greenless (1829–1896) unterrichtet wurden. 1877 widmeten sie sich in St Andrews, Stonehaven und Nairnshire der Freilichtmalerei. In dieser Zeit war MacGregor ein Schüler von James Docharty (1829–1878). Im selben Jahr beantragten MacGregor und Paterson die Aufnahme in den Glasgow Art Club, wurden aber schroff abgewiesen. Die Gesuche der Malerkollegen James Guthrie und Edward Arthur Walton wurden ebenfalls abgelehnt. Daraufhin verließen MacGregor und Paterson Glasgow. MacGregor ließ sich an der Slade School of Fine Art in London von Alphonse Legros unterrichten und Paterson studierte in Paris bei Jacquesson de la Chevreuse und später bei Jean-Paul Laurens.
Guthrie und Walton hielten sich zusammen mit Joseph Crawhall ebenfalls in Paris auf.
Nach Abschluss seiner Studien an der Slade School kehrte MacGregor nach Glasgow zurück und wohnte in der 134 Bath Street, wo er sich ein Studio einrichtete. Dieses Atelier wurde zum regelmäßigen Treffpunkt für Paterson, Walton, Crawhall, ferner George Henry, John Lavery, Thomas Corsan Morton und andere Künstler. Dort tauschten sie Modelle und Materialien aus und besprachen die neuen Ideen von jungen französischen Malern wie Jules Bastien-Lepage, dessen Plein-Air-Malerei sie faszinierte. Diese Gruppe bildete den Kern der Glasgow Boys, wobei MacGregor als Gründer und Mentor der Künstlervereinigung galt, da er etwas älter als die anderen Teilnehmer und zudem finanziell abgesichert war. Er gab zudem Instruktionen und erlaubte sich bei seiner Kritik auch deutliche Worte. Einzig James Gutherie und Arthur Melville nahmen nicht an diesen Treffen teil, tauschten sich aber dafür auf den sommerlichen Malexkursionen intensiv mit den Künstlerkollegen aus. Ab 1881 wohnte MacGregor in 3 Park Street West in Glasgow zusammen mit seiner Mutter Margaret York MacGregor, seiner Halbschwester Janet und seinem Cousin William Yorke.
Im Winter 1882/1883 begann MacGregor mit der Arbeit an einem großen, von Bastien-Lepage inspirierten Gemälde, ein Mädchen zeigend, das Gemüse an einer Marktbude verkauft. MacGregor entfernte allerdings 1884 die lebensgroße Figur, wahrscheinlich nachdem er ähnliche Bilder von Guthrie gesehen hatte. Es entstand schließlich das Stillleben The Vegetable Stall, das eines der wichtigsten realistischen Gemälde darstellt, die in Schottland in den 1880er Jahren geschaffen worden sind, und heute in den Scottish National Gallery in Edinburgh ausgestellt ist. Die anderen Plein-air-Bilder von MacGregor zeigen einen gekonnten Umgang mit direktem Sonnenlicht, aber offenbaren die Darstellung von Personen als die große Schwäche des Malers.
Nach 1885 zog sich MacGregor von Glasgow zurück, weil er unter strengem Asthma litt, und ließ sich in Bridge of Allan in der Grafschaft Stirlingshire nieder, um gesund zu werden. Er verbrachte zwei Winter im Süden Englands, wahrscheinlich mit seinem Bruder Peter MacGregor, der in Worthing lebte. Von 1888 bis 1890 hielt er sich in Südafrika auf. Während dieser Zeit löste ihn James Guthrie allmählich als führende Figur der Glasgow Boys ab. Nachdem sich seine Gesundheit erheblich verbessert hatte, kehrte MacGregor nach Schottland zurück, hielt aber während der 1890er Jahre nur losen Kontakt zur Glasgow School. Seine Landschaften, bei Sammlern nie populär, blieben kühn in der Farbe und Ausführung. 1892 wurde er zum Mitglied im New English Art Club ernannt und 1898 in die Royal Scottish Academy gewählt, wo er auf den jährlichen Ausstellungen regelmäßig seine Gemälde zeigen konnte. Zweimal wurde ihm auch gestattet, seine Werke an der Royal Academy of Arts in London auszustellen.
In diesen Jahren lebte er in Albyn Lodge in Bridge of Allen zusammen mit seiner Mutter Margaret York und seiner Halbschwester Janet. 1901 starb sein Bruder Peter MacGregor. Am 30. April 1923 heiratete MacGregor im Alter von 67 Jahren Jessie Watson (1879–1941), starb aber noch im selben Jahr am 28. September. Sein langjähriger Freund James Paterson schrieb, dass William York MacGregor wohlschmeckendes Essen liebte, wenig oder nichts trank, feine Zigarren rauchte, aber nie Pfeife, ein eifriger Leser war, interessiert an klassischer Musik, aber immer schüchtern mit Frauen.

## Galerie

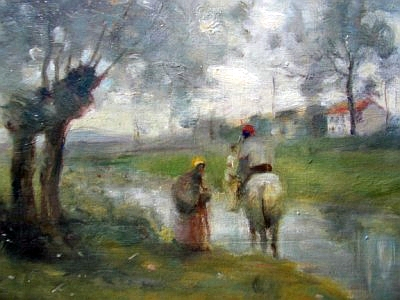
French Landscape
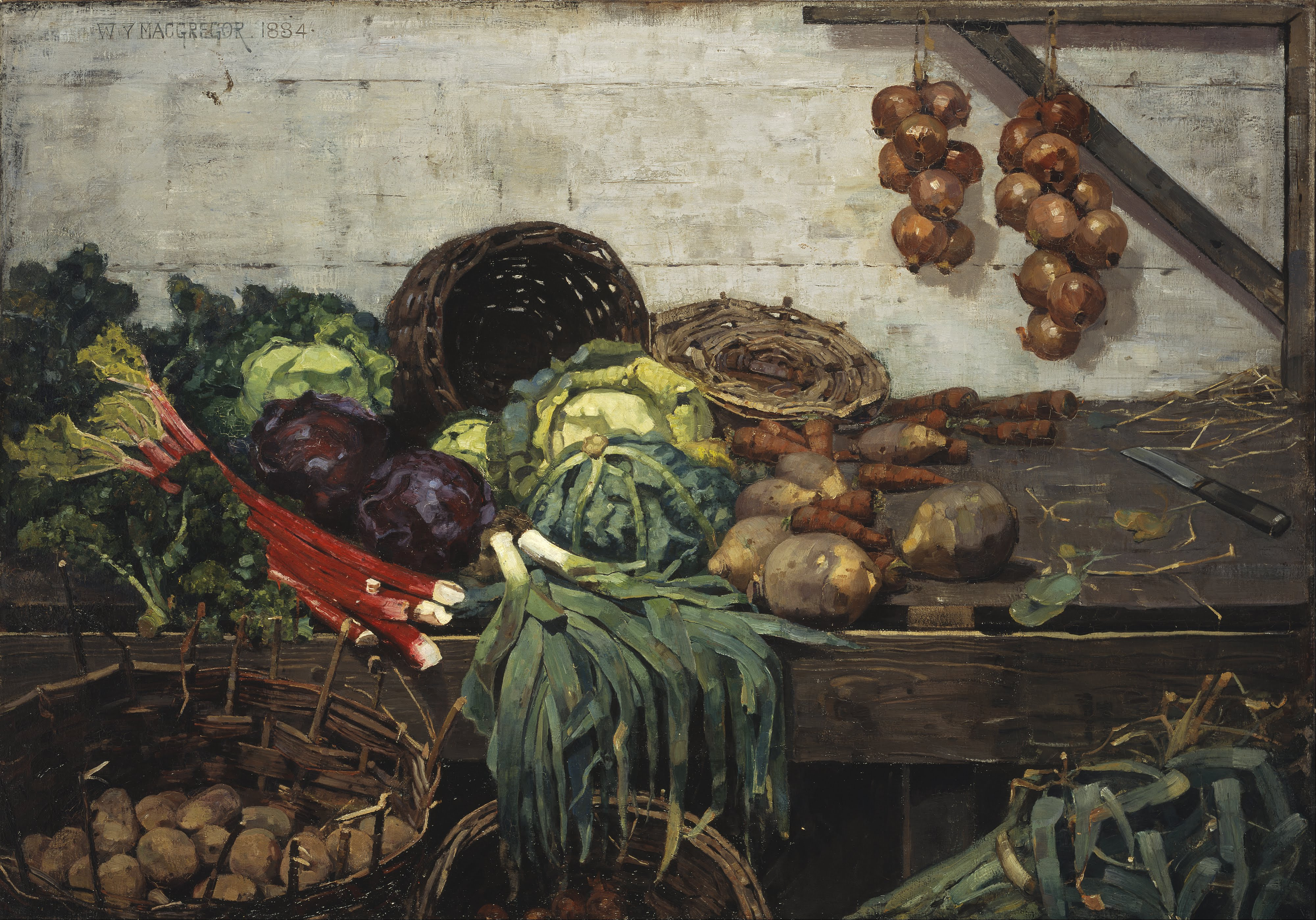
The Vegetable Stall (1884)
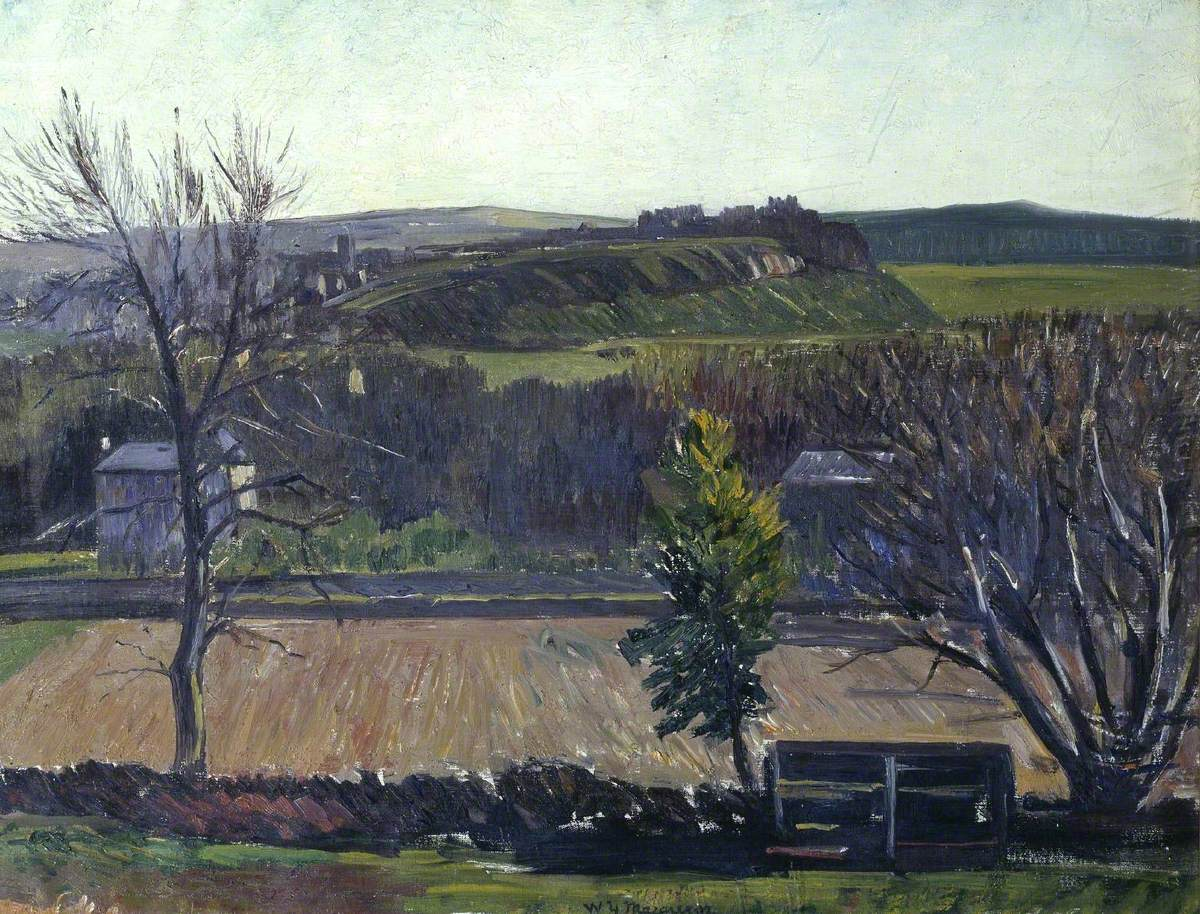
The Carse Of Stirling (1884)
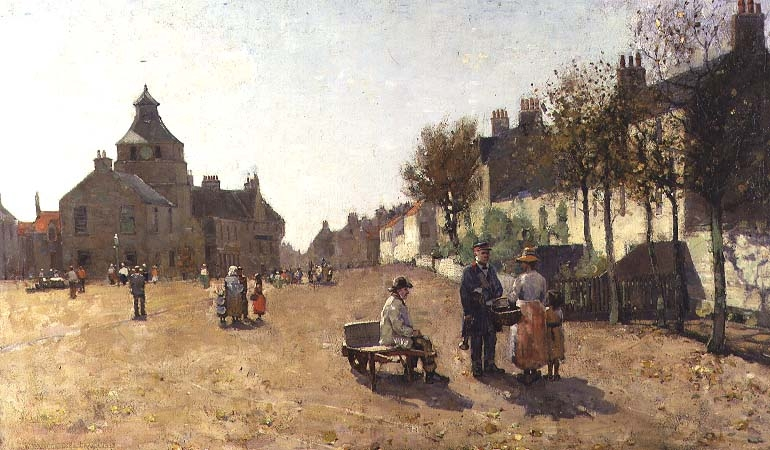
Crail Fife
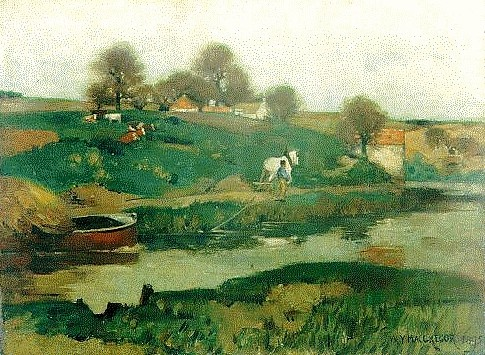
Canal (1895)